# Aérodrome de San Ignacio
L'aérodrome de Matthew Spain (code IATA : SQS) est un aéroport situé à proximité de San Ignacio, district de Cayo, Belize.

## Situation
| Belize City (International) Belize City (National) Belmopan‎ Big Creek Caye Caulker Caye Chapel Corozal Dangriga Independence/Savannah Orange Walk‎ Town Placencia‎ Punta Gorda San Ignacio‎ San Pedro‎ Sarteneja Silver Creek |